# Unsichtbarer Schnitt
Der unsichtbare Schnitt (auch „découpage classique“, „continuity editing“) ist die vorherrschende Montageform im Classical Hollywood. Er wird auch „classical narration“ genannt. Sein Ziel ist es, das Bewusstsein des Zuschauers allein auf die Handlung zu lenken und zugleich seine Aufmerksamkeit weg von den filmischen Mitteln.
Hierzu müssen einige Regeln befolgt werden, etwa ein fließender, stufenweiser Übergang von Einstellungsgrößen, der Beginn einer Szene mit einem „establishing shot“ (Totale), Dialogszenen im Schuss-Gegenschuss-Verfahren, Wahrung der Achsenverhältnisse (also kein Achsensprung auf die andere Seite der Handlungsachse), Aussparung von Redundantem (elliptisches Erzählen). Der "unsichtbare Schnitt" in diesem Sinne ist also nicht wörtlich unsichtbar, sondern soll vom Zuschauer nur nicht bewusst wahrgenommen werden, sodass bei diesem der Eindruck eines ununterbrochenen Geschehensflusses entsteht.
Wörtlich zu verstehen ist der „unsichtbare Schnitt“ dagegen in dem Alfred-Hitchcock-Film Cocktail für eine Leiche (1948), der sich ausschließlich versteckter Schnitte bedient. Der Film basiert auf einem Theaterstück, einem geschlossenen Drama, in dem Ort, Zeit und Handlung einheitlich sind. Diese Geschlossenheit übertrug Hitchcock in seinen Film. Zu der Zeit wurde auf Filmrollen gedreht, deren Länge auf ca. zehn Minuten Drehzeit begrenzt war. Hitchcock schnitt die Übergänge zwischen den einzelnen Rollen so, dass die Illusion entstand, der Film sei in einer einzigen Einstellung aufgenommen. So kaschierte er die Filmschnitte unter anderem mit starken Closeups auf einheitlich gefärbte Gegenstände, z. B. das schwarze Gewebe eines Jackenrückens: Eine Rolle endete mit dieser Einstellung, die nächste Rolle begann mit genau demselben Bild.